# Balta ramifera
Balta ramifera är en kackerlacksart som först beskrevs av Walker, F. 1871.  Balta ramifera ingår i släktet Balta och familjen småkackerlackor.
Artens utbredningsområde är Nepal. Inga underarter finns listade.